# 付辛博
付辛博（1987年3月5日—），中國歌手、演員。2007年參加东方卫视「加油好男儿」成名，簽約華誼兄弟出道；與井柏然組成BOBO組合。2011年簽約金牌大風，發行首張個人專輯《付辛博，一個人》。2012年出演韓國綜藝節目《我們結婚了》，獲得了眾多海內外觀眾的喜愛。

## 生平
付辛博出生于陕西省西安市。
2007年参加东方卫视选秀节目《加油！好男儿》，最终获得季军、最佳上镜奖，并与冠军井柏然组成BOBO组合。2011年2月，签约金牌大风。3月，参演电影《建党伟业》。8月，发行首张个人专辑《付辛博，一个人》。2013年6月，发行个人专辑《Mr. X》。
2017年8月，与女演员颖儿结婚。次年2月生下一女。
2020年11月，参加东方卫视混龄男团竞演真人秀节目《追光吧！哥哥》，最终成为“追光之星”。

## 個人生活

### 家庭
- 付辛博的父亲是中国西安某国企下属工厂的员工。

### 感情婚姻
- 2017年8月24日，付辛博与颖儿通过个人微博正式公开恋情。12月12日，付辛博对外宣布颖儿已怀孕。
- 2018年2月5日，付辛博晒出女儿脚丫照，公布颖儿产女喜讯。
- 2018年5月15日，付辛博和颖儿在巴厘岛举行婚礼。

## 專輯作品
- 專輯名稱：《付辛博，一個人》
- MV歌曲：我，一個人、斯諾克、全世界你最懂我、兩個人的星空、一開始就錯
- 其他歌曲：聊傷、便利店約會、大姐、舞力出動、慢鏡頭
- 唱片公司：金牌大風
- 發行日期：2011年8月25日

- 專輯名稱：《MR.X》
- MV歌曲：神魂颠倒, 這一刻 愛吧, Waiting For Love
- 其他歌曲：我們結婚吧,遠在眼前, Mr wrong, Say bye bye ,獨佔, 獨秀, It's Love
- 唱片公司：金牌大風
- 發行日期：2013年6月25日

## 參演電影
| 上映時間 | 劇名           | 扮演角色 | 备注 |
| -------- | -------------- | -------- | ---- |
| 2008年   | 李米的猜想     | 乘客     | 客串 |
| 2009年   | 美味情歌       | 張藝男   |      |
| 2009年   | 天生幻想狂     | 王少雄   |      |
| 2010年   | 全城熱戀       | 大福     |      |
| 2011年   | 建黨偉業       | 高君宇   |      |
| 2013年   | 忠烈楊家將     | 楊七郎   |      |
| 2013年   | 4B青年之4樓B座 | 家毅     |      |
| 2015年   | 37次想你       | 韩小乐   |      |
| 2017年   | 不败雄心       | 至誠     |      |
| 2020年   | 英雄连         | 赵和     |      |

## 參演電視劇
| 首播時間 | 劇名               | 扮演角色            | 備註             |
| -------- | ------------------ | ------------------- | ---------------- |
| 2009年   | 青春進行時         | 包子                |                  |
| 2010年   | 兩個女孩的那些事   | 考官                | 客串，网络剧     |
| 2012年   | 这一刻，爱吧       | 邵 扬               | 微電影           |
| 2012年   | 童話二分之一       | 徐勘                |                  |
| 2013年   | 龙门镖局           | 过千帆              | 客串（第37集）   |
| 2014年   | 七個朋友           | 秦永澤              |                  |
| 2014年   | 上流俗女           | 張楷杰              | 又名：真愛遇到他 |
| 2015年   | 畢業歌             | 王沐天              |                  |
| 2015年   | 班淑傳奇           | 霍恒/霍桓           |                  |
| 2016年   | 青丘狐传说         | 王子服              | 單元「婴宁」     |
| 2016年   | 乱世丽人行         | 历文轩              |                  |
| 2016年   | 1931年的爱情       | 沈書豪/周定一       |                  |
| 2017年   | 寻找前世之旅第一季 | 嬴政/姜尚/思遠/司音 | 网络剧           |
| 2017年   | 寻找前世之旅第二季 | 司音/沙卡           | 网络剧           |
| 2017年   | 最好的安排         | 徐天                |                  |
| 2018年   | 幸福巧克力         | 段天樂              |                  |
| 2018年   | 古剑奇谭2          | 乐无异              | 网络剧           |
| 2020年   | 战火熔炉           | 赵和                |                  |
| 2021年   | 千古玦尘           | 暮光                | 网络剧           |
| 2021年   | 半暖时光           | 程致远              |                  |
| 2023年   | 光·渊              | 骆为昭              | 网络剧           |
| 2023年   | 南风知我意         | 傅西洲              |                  |
| 2023年   | 恋恋红尘           | 唐睿泽              | 网络剧           |
| 2024年   | 祈今朝             | 闲卿                |                  |
| 2024年   | 庆余年2            | 李承儒              |                  |
| 待播出   | 八月未央           | 朝颜                |                  |
| 待播出   | 胡莱三国           |                     | 网络剧           |
| 待播出   | 莫染               |                     | 网络剧           |
| 待播     | 山河枕             |                     |                  |
| 待播     | 四喜               |                     |                  |
| 待播     | 这一秒过火         | 慕容清渝            |                  |

## 綜藝節目
- 2013年 星跳水立方 參賽者
- 2015年 浙江衛視 遠方的爸爸
- 2015年 深圳衛視 中韩梦之队
- 2016年 湖北卫视 如果爱第三季
- 2018年湖南卫视 妻子的浪漫旅行
- 2024年湖南卫视 披荆斩棘4

## 寫真
- 2011年 《暫停的時光》
- 2009年 《交換日記》
- 2008年 《逆風》
- 2008年 《王子進化論》
- 2007年 《雙城記憶》

## 獲得獎項

### 2012年
- 第16屆全球華語榜中榜年度新晉歌手
- 第19屆東方風云榜 年度飛躍歌手
- 第19屆東方風云榜《我，一個人》獲年度十大金曲
- 第四屆星光大典 年度音樂新人獎
- 第十一屆星尚大典音樂先鋒人物大獎

### 2011年
- 第四屆音樂風云榜新人盛典年度新人獎
- 第四屆音樂風云榜新人盛典最佳跨界新人獎
- MSN星月風尚 影視類潛力明星獎

### 2010年
- 第三屆音樂風云榜新人盛典全新出發大獎
- 風尚盛典年度最佳新銳男演員獎*
- 華鼎獎新銳演員公益行為滿意度第一名*
- 2009我最喜愛的男明星*
- CCTV《媒體推薦最具人氣獎》

### 2009年
- EASY Super 人氣王網絡票選榜——第九期男偶像NO.1 付辛博
- 央視網CCTV「最有實力的選秀男星評選」以41.81%的支持率拔得頭籌

### 2007年
- 2007 Music Radio中國TOP排行榜金曲《光榮》 光榮（獲獎）
- 2007 《9+2音樂先鋒榜》網上最具人氣先鋒歌手人氣先鋒歌手（提名）
- 2007 騰訊星光大典最佳潛力組合最佳潛力組合（提名）
- 2007 2007Music Radio中國TOP排行榜內地最受歡迎組合內地最受歡迎組合（提名）
- 2007 新浪網絡盛典年度人氣組合年度人氣組合（提名）
- 2007 美特斯邦威《加油!好男兒》全國季軍、最佳上鏡獎加油!好男兒（獲獎）
- 2007 無錫七彩假日頒獎典禮最受歡迎組合最受歡迎組合（提名）
- 2007 BQ年度優質偶像優質偶像（提名）
- 2007 無錫七彩假日頒獎典禮金曲《光榮》 光榮（獲獎）
- 2007 BQ年度新人王金獎新人王金獎（獲獎）
- 2006 陝西省百事新星大賽16強百事新星大賽（提名）

## 外部連結
- 付辛博的新浪微博